# Jean-Yves Jolif
Jean Jolif, Ordensname Yves, OP (* 25. Januar 1923 in Rennes, Département Ille-et-Vilaine; † 5. Juli 1979 in Lyon, Rhône) war ein französischer Dominikaner und Übersetzer aus dem Altgriechischen.
Die Ordensweihen erhielt er in dieser Reihenfolge: Vestition für die Provinz von Lyon: 8. September 1942 in Angers; einfache Profess: 9. September 1942 in Angers; feierliche Profess: 22. Dezember 1947 in Angers; Priesterweihe: 5. Juli 1949.
Als Theologe wurde er Professor an der Université catholique de Lyon. Zusammen mit seinem Mitbruder René Antoine Gauthier gab er die Nikomachische Ethik des Aristoteles in einer Übersetzung und einem beinahe tausendseitigen Kommentar heraus.

## Schriften (Auswahl)
- René Antoine Gauthier (O.P.) und Jean Yves Jolif (O.P.): L’Éthique à Nicomaque. Introduction, traduction et commentaire. T. I: Introduction et traduction. Publications Universitaires, Louvain; B. Nauwelaerts, Paris 1959. – Rezension von Édouard des Places, in: L’antiquité classique 28, 1959, S. 366–367, (online)
- René Antoine Gauthier (O.P.) und Jean Yves Jolif (O.P.): L’Éthique à Nicomaque. Introduction, traduction et commentaire. T. II: Commentaire. Publications Universitaires, Louvain; B. Nauwelaerts, Paris 1959. – Rezension von Édouard des Places, in: L’antiquité classique 29, 1960, S. 457, (online)